# Велизар Шаламанов
Велизар Матеев Шаламанов е български офицер, майор и политик.

## Биография
Роден е на 24 декември 1961 г. в Карлово. През 1979 г. завършва Математическата гимназия в Пловдив, а през 1984 г. – Висшето народно военновъздушно училище в Долна Митрополия със специалност радиоелектроника. Служил е в Института по системи за управление на ГЩ като началник на сектор „Военни интелигентни системи“. Отделно е бил в управление „Разузнаване и електронна борба“ на Главния щаб на Сухопътни войски. През 1991 г. става доктор по кибернетика в Киев, а от 1998 г. е доцент по автоматизирани системи за управление. През 1995 г. завършва Военната академия в София. Освен това е учил в САЩ, Германия и в Европейския център за изследвания по сигурността „Джордж Маршал“. От 1998 до 2001 г. е заместник-министър на отбраната и член на Съвета по сигурността към Министерски съвет. Председател е на Борда на директорите на ТЕРЕМ ЕАД. Шаламанов е един от авторите на „План 2004“ за преструктуриране на българската армия.
В периода 2001 – 2009 г. последователно е съветник на председателя на БАН по национална сигурност и отбрана, директор на програми в Центъра за изследване на националната сигурност и отбрана и ръководител секция „Изследване и развитие на ИС“ в Института по паралелна обработка на информацията към БАН (днес част от Института по информационни и комуникационни технологии). От 2009 г. е Директор по сътрудничество с нациите в Агенцията на НАТО по Консултации, командване и управление. През 2012 г. е назначен за директор по сътрудничество с потребителите в обединената Агенция за комуникации и информация на НАТО.
От 6 август до 7 ноември 2014 г. е министър на отбраната в служебното правителство на Георги Близнашки.
В периода 2019-2021 г. Велизар Шаламанов е председател на Надзорния борд на Агенцията за комуникации и информация на НАТО.
Избиран е за народен представител в 45-тото и 46-тото народни събрания, където е зам. председател на комисията по отбрана и ръководител на делегацията в Парламентарната асамблея на НАТО.